# Tilda Cobham-Hervey
Tilda Cobham-Hervey, född 4 september 1994 i Adelaide, är en australisk skådespelare.
Cobham-Hervey har bland annat medverkat i TV-serien The Lost Flowers of Alice Hart. Hon har även medverkat i filmen Young Woman and the Sea.

## Filmografi i urval
- 2023 – The Lost Flowers of Alice Hart (TV-serie)
- 2024 – Young Woman and the Sea
- 2025 – Apple Cider Vinegar (TV-serie)